# フライシート

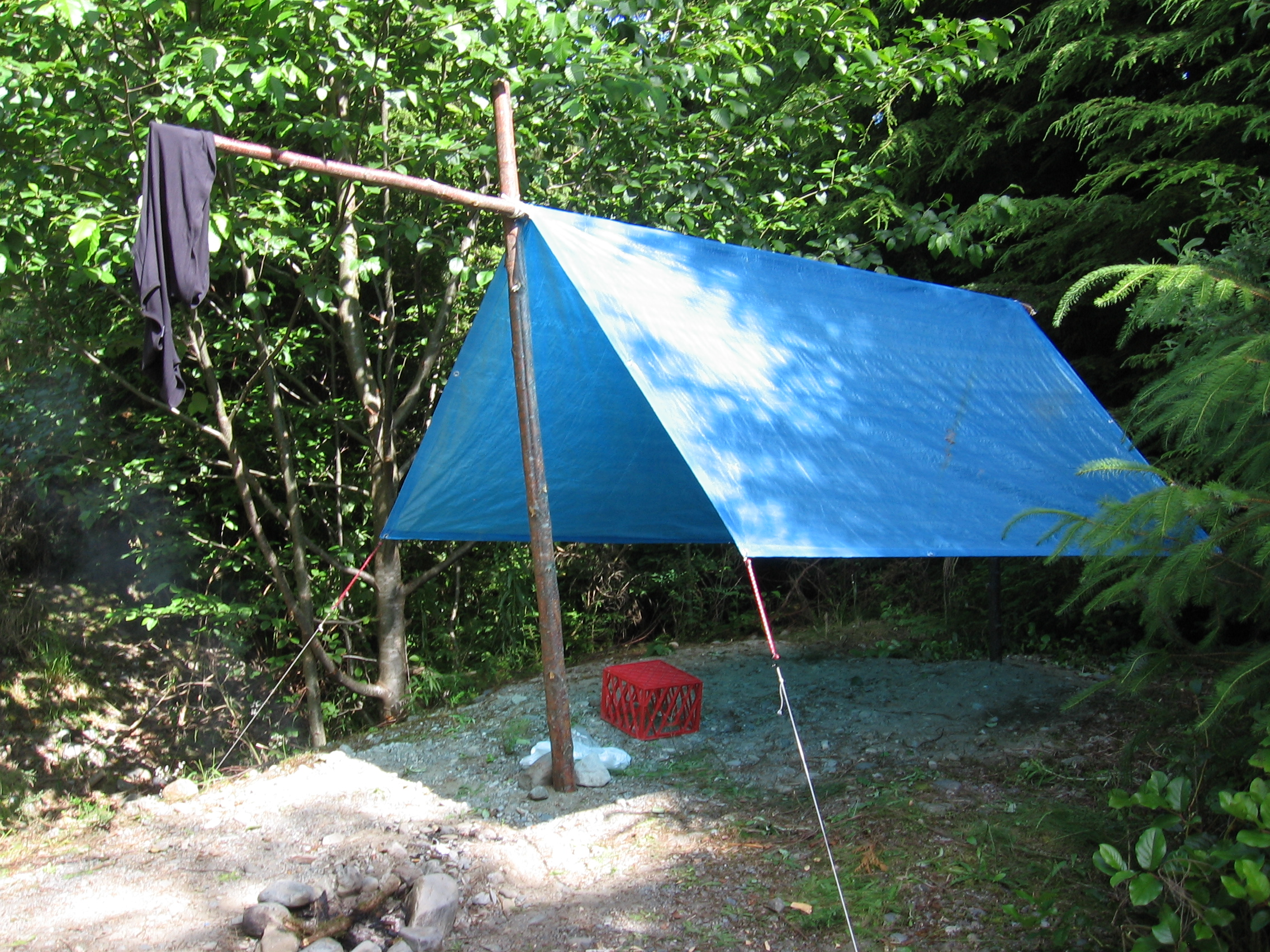
タープを使用した簡易フライテント

Stand-alone fly

フライシート（Fly Sheet ）とは、キャンプ、アウトドア用品のひとつで、テントの設営時に、テント本体との間に通気・通風のための間隔をもって重ねて張り、風雨の侵入を軽減するための防水処理された布地。外張りとも。たいてい撥水処理もされている。転じて、旅行用トランクの中の仕切り用ボードも、フライシートと呼ばれる。